# The Missing Person
The Missing Person es una película de misterio y comedia dramática del 2008 dirigida por Noah Buschel y distribuida por Strand Releasing. La película se estrenó a un número limitado de salas de cine el 20 de noviembre de 2009 en los Estados Unidos.

## Argumento
John Rosow es un detective privado contratado con el fin de seguir a un hombre, Harold Fullmer. Rosow va descubriendo que Fullmer es una persona que ha desaparecido, uno de los miles que se presume murieron en el ataque terrorista del 11 de septiembre al World Trade Center de la ciudad de Nueva York.

## Reparto de actores
- Michael Shannon - John Rosow
- Frank Wood - Harold Fullmer
- Amy Ryan - Miss Charley
- Linda Emond - Megan Fullmer
- Paul Sparks - Gus
- Margaret Colin - Lana Cobb
- Paul Adelstein - Drexler Hewitt

## Producción

### Filmación y posproducción
Después de dos meses de preproducción, el rodaje principal se llevó a cabo durante 25 días en la ciudad de Los Ángeles, California del 25 de mayo al 29 de junio de 2008. Al año siguiente, el final se filmó el 17 y 18 de junio de 2009. La música y el sonido se registraron en julio y la producción de la película estaba a punto de concluir la coproducción antes del 1° de octubre de 2009.
- Datos: Q3521894